# 哈爾布濟夫卡 (丘胡伊夫區)
50°7′35″N 37°8′42″E / 50.12639°N 37.14500°E
哈爾布濟夫卡（烏克蘭語：Гарбузівка）是位於烏克蘭東部的村莊，由哈爾科夫州丘胡伊夫区的沃夫昌斯克市鎮負責管轄。該村距離彼得羅巴甫利夫卡3公里，始建於1875年，面積0.35平方公里，海拔高度182米，2001年人口35。